# Joseph Pearson Caldwell
Joseph Pearson Caldwell (* 5. März 1808 bei Olin, Iredell County, North Carolina; † 30. Juni 1853 in Statesville, North Carolina) war ein US-amerikanischer Politiker. Zwischen 1849 und 1853 vertrat er den Bundesstaat North Carolina im US-Repräsentantenhaus.

## Werdegang
Joseph Caldwell besuchte die Bethany Academy nahe Statesville. Nach einem anschließenden Jurastudium und seiner Zulassung als Rechtsanwalt begann er dort in seinem neuen Beruf zu arbeiten. Gleichzeitig schlug er eine politische Laufbahn ein. In den Jahren 1833 und 1834 saß er im Senat von North Carolina. Zwischen 1838 und 1844 war er Abgeordneter im Repräsentantenhaus dieses Staates. Politisch war er Mitglied der in den 1830er Jahren gegründeten Whig Party.
Bei den Kongresswahlen des Jahres 1848 wurde er im zweiten Wahlbezirk von North Carolina in das US-Repräsentantenhaus in Washington, D.C. gewählt, wo er am 4. März 1849 die Nachfolge von Nathaniel Boyden antrat. Nach einer Wiederwahl konnte er bis zum 3. März 1853 zwei Legislaturperioden im Kongress absolvieren. Dort begannen damals die Diskussionen im Vorfeld des Bürgerkrieges. Dabei ging es um die Frage der Sklaverei und die Rechte der Einzelstaaten gegenüber dem Bund. Caldwell selbst war Sklavenhalter.
Im Jahr 1852 verzichtete Joseph Caldwell auf eine erneute Kongresskandidatur. Er starb nur wenige Monate nach dem Ende seiner Legislaturperiode am 30. Juni 1853 in Statesville, wo er auch beigesetzt wurde. 